# 塔倉山
塔倉山（とうのくらやま）は、富山県中新川郡立山町にある山。標高は730m。白岩川源流の山で双耳峰が特徴。山頂は展望が良い。
富山県登山連盟の富山の百山の一つ。

## 概要
白岩川源流の山で双耳峰が特徴の山。白岩川ん挟んで来拝山と対峙している。三角点のある方の山頂は展望がよく、立山連峰や鍬崎山、鉢伏山、西笠山と東笠山などが見渡せる。そこから10分でいける東峰も展望が良い。

## 山名の由来
「塔」とは岩の意味で、白岩川に面した岩塔城の露岩から名付けられたとされる。

## 生態
中腹にイワウチワの群落がある。

## 登山
1998年（平成10年）に200名近くのボランティアメンバーにより、長倉から南尾根沿いの登山道が整備された。約1時間半で山頂に至る。
また、目桑からの登山道もあり、そちらは林道塔倉線のイオクラ谷あたりの登山道を登る。